# آنتون فان اسخندل
آنتون فان اسخندل (هلندی: Antoon van Schendel; ۹ مهٔ ۱۹۱۰ – ۶ اوت ۱۹۹۰) دوچرخه‌سوار اهل هلند بود.